# 연좌파업
연좌파업(連坐罷業, sitdown strike)은 노동자들의 불복종 행위 중 하나이다. 공장 따위 직장에 자리 깔고 눌러앉은 채 움직이지 않는 것이다. 시위자들을 모두 몰아내지 않으면 직장을 돌릴 수가 없게 되는 것을 노리는 것이다.
20세기 초 미국, 이탈리아, 폴란드, 유고슬라비아, 프랑스 등지에서 개발된 파업 방식이다.